# امسعید
امسعید (به عربی: امسعید) یک شهرداری در الجزایر است که در استان عین تموشنت واقع شده‌است. امسعید ۹۰٫۸۸ کیلومتر مربع مساحت و ۴٬۵۱۹ نفر جمعیت دارد.